# 陶然桥站
陶然桥站是一个位于中国北京市东城区永定门外街道南站幸福路、马家堡东路交叉口，属于北京地铁14号线建设中的地铁车站。14号线中段线路已于2015年12月26日通车，但是由于陶然桥站施工前期拆迁进场缓慢，因此无法随14号线中段开通，目前开通时间待定。

## 位置
陶然桥站位于南二环外侧，陶然桥以南，马家堡东路（南北向）与南站幸福路（由交汇处向西）交汇处北侧，大致呈东西走向布置。

## 结构
陶然桥站采用岛式站台设计，两端位于马家堡东路两侧，为明挖施工，并在车站结构以上上盖商业楼，中部下穿马家堡东路的区段为地下单层暗挖施工，因此车站呈两端地下三层，中部一层的结构。车站月台西端设有一条渡线。

### 楼层
| 站台          | \| \| \| █ 14号线往張郭莊（不停此站） \| \| 未啟用 · 島式 \| \| \| \| \| \| █ 14号线往善各莊（不停此站） \| | \| \| \| █ 14号线往張郭莊（不停此站） \| \| 未啟用 · 島式 \| \| \| \| \| \| █ 14号线往善各莊（不停此站） \| |
|               | | █ 14号线往張郭莊（不停此站）                                                                                |
| 未啟用 · 島式 | | |
|               | | █ 14号线往善各莊（不停此站）                                                                                |